# Cursus honorum
Cursus honorum („път на честта“) се нарича последователността от военни и политически длъжности, през които преминава кариерата на древноримските политици. Развалянето на тази последователност започва през последния половин век от Римската република и завършва напълно през първото столетие на принципата.
След издаването на закона на Вилий Lex Villia annalis (180 пр.н.е.) cursus honorum е построен на следните принципи:
- Установяване на времеви промеждутъци между изпълняването на различните длъжности и ограничение от повторно заемане на една и съща длъжност. Това положение е заложено, за да се предотврати извънредното съсредоточаване на власт в ръцете на едни и същи хора. Според законите на Сула повторно заемане на определена магистратура може да стане след изтичане на 10 години от завършването на първия срок, въпреки че с идването на власт на Гай Марий (който е избиран за консул 5 пъти подред започва една тенденция към отмиране на този принцип.
- Установяване на минимална възраст за заемане на длъжността. За голяма чест за политика се смятало, да получи поста в „своята година“, тоест при първата легална възможност. Ако политик не получи тази или онази магистратура в „своята година“ (напр., не стане претор на 39 г.), то му пропада шанса да получи в „своя година“ и по-високи магистратури (напр., да стане консул на 42 г.).
- Последователността на заеманите магистратури е:
  - Военен трибун. Първата степен от кариерата на римския политик, даваща му възможност да командва легиони и да изпълнява други задължения на военна служба.
  - Квестор. Първата заявка за политика за блестяща кариера. Общият възрастов ценз е бил 30 г., за патриции (до реформите на Сула) – – 28 г. Всички магистратури над тази давали право да се носи тога, обточена с пурпурен цвят. (toga praetexta).
  - Едил. Обикновено заемана от бивши квестори. Ежегодно се избирали по 2 едила. От четирите едила двама били курулни (избирали се от патрициите). Възрастов ценз – 36 години.
  - Претор. Една от ключовите магистратури, свеждаща се до изпълняване на съдебно-прокурорски функции. Възрастов ценз – 39 г. Количеството на преторите в Рим расте с течение на времето. С най-голяма почит се ползвали градския претор (praetor urbanus) и претора за чужденците (praetor peregrinus), чиито решения имали висша сила.
  - Консул. Връх в кариерата на всеки римски политик. Консулът имал право да отменя решенията на градския претор, имал на свое разпореждане 2 легиона и председателствал в Сената. Възрастовият ценз е бил 42 г. за плебеите и 40 г. за патрициите. Консулите били по 2 на година и са имали правото да налагат вето на решенията си един на друг. Консулите били съпровождани от 12 ликтора.
  - Проконсул и пропретор. През следващата година, след изпълнение на задълженията на консула или претор, политикът се отправял да управлява една от провинциите и да командва разквартированите там войски. При това той е съпровождал от същото число ликтори, както и при изпълнение на магистратурата в Рим. Решенията на проконсула и пропретора са можели да бъдат отменени от действащите през тази година консули и претори.
  - Цензор. Заключителната степен в cursus honorum. За разлика от останалите магистратури, срокът за изпълнение на цензорските пълномощия е половин година. Цензорите се избирали веднъж на 5 години. Следели за чистите нрави и да можели да влияят на персоналния състав на Сената. Заемането на тази длъжност се считало за голяма чест, въпреки че цензора нямал властни пълномощия и като следствие от това не е бил съпроводен от ликтори.

Освен този обичайни магистратури имало и извънредни магистратури, които нямали властни пълномощия и не носили пурпурни тоги:
- Народен трибун – избирал се от плебеите и е можел да налага вето на решенията на всички магистрати, освен на диктатора.
- Принцепс („пръв сред равни“) – избирал се от патрициите, понякога бивши консули, но като правило цензори, за да представлява Сената в отношенията му с представители на други държави, да открива и закрива заседания на Сената, първи да се изказва по всеки въпрос.